# منطقه حفاظت‌شده برم فیروز
منطقهٔ حفاظت‌شدهٔ برم فیروز یک منطقهٔ حفاظت‌شده با مساحت ۱۷۷۳۱ هکتار است که در استان فارس در ایران قرار دارد. این منطقهٔ حفاظت‌شده طبق مصوبهٔ شمارهٔ ۷۶۲ در تاریخ ۹۸/۱۰/۱۵ در فهرست مناطق تحت حفاظت سازمان محیط زیست ایران قرار گرفت.